# Benrath (Düsseldorf)
Benrath — dzielnica Düsseldorfu, w okręgu administracyjnym 9.